# Marie-Jean-Georges Goudouneix
Marie-Jean-Georges Goudouneix, francoski general, * 1881, † 1966.